# ビバ・エンターテインメント
ビバ・エンターテインメント (英語: Viva Entertainment, Inc.) は、パシグ市に本社を置くフィリピンのメディアおよびエンターテインメント企業です。 1981年に創設者のヴィチェンテ「ヴィック」デル・ロザリオ・ジュニア(Vicente "Vic" del Rosario Jr.)によって設立されました。